# Clara Haskil

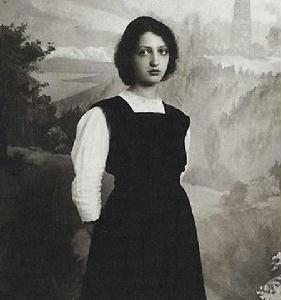
Clara Haskil, Zürich, 1912

Clara Haskil (* 7. Januar 1895 in Bukarest; † 7. Dezember 1960 in Brüssel) war eine rumänisch-schweizerische klassische Pianistin. Ab 1949 hatte sie die Schweizer Staatsbürgerschaft. Sie war eine der bedeutendsten Pianistinnen des 20. Jahrhunderts, die vor allem als Mozart-Interpretin berühmt wurde.

## Leben
Clara Haskil war die mittlere von drei musikalischen Töchtern sephardischer Juden. Ihr Vater Isaac betrieb ein Haushaltswarengeschäft. Den ersten Klavierunterricht erhielt sie mit drei Jahren von ihrer Mutter Berthe, geb. Moscuna. Diese war eine gebildete Frau und unterrichtete die Töchter ebenfalls in Fremdsprachen. Nach dem Tod des Vaters 1899 unterrichtete sie auch andere Kinder und richtete sich eine Schneiderwerkstatt ein. Als Sechsjährige kam Clara Haskil auf das Konservatorium Bukarest. Von einem Onkel nach Wien geholt, spielte sie 1902 vor Anton Door. Begeistert empfahl er das Kind Richard Robert, dem Lehrer von Rudolf Serkin und George Szell. Mit 8 Jahren spielte Haskil Mozarts A-Dur-Konzert, KV 488. Nach drei glücklichen Jahren bei Robert wurde sie von ihrem Onkel an das Conservatoire de Paris geschickt, wo er auch mit ihr wohnte.  Dort studierte sie Violin- und Klavierspiel bei Joseph Morpain, Alfred Cortot und Lazare Lévy. 1909 gewann sie den 1. Preis für Violine und den 2. Preis für Klavier, 1910 den 1. Preis für Klavier. In der Jury saßen Gabriel Fauré, Moritz Moszkowski, Raoul Pugno und Ricardo Viñes. Im Jahr darauf konzertierte sie in Paris, Bukarest und Mailand. Vor Ferruccio Busoni spielte sie in Zürich dessen berühmte Transkription von Bachs Chaconne, den Schlusssatz der d-Moll-Partita für Violine. Zutiefst beeindruckt, wollte Busoni Haskil als Schülerin gewinnen und nach Berlin mitnehmen. Zeitlebens bedauerte sie die Weigerung ihrer Mutter wegen ihres zu jungen Alters: Sie war erst 16.
Ab 1906 entwickelte sich ihre schwere Skoliose, die sie ab 1914 zwang, vier Jahre lang ein Gips-Korsett zu tragen. Nach der Erholung in der Schweiz nahm sie in Paris ihre Laufbahn wieder auf. Ihre Mutter war 1917 gestorben. Nach Konzerten in Europa debütierte sie 1924 in den USA, in der Aeolian Hall (New York) und in Boston. Mit dem Hallé-Orchester unter Hamilton Harty in Manchester kam sie 1926 zum ersten Mal im Vereinigten Königreich auf die Bühne. In Amerika spielte sie im selben Jahr Schumanns Klavierkonzert mit dem Philadelphia Orchestra unter Leopold Stokowski.
Ab 1927 lebte sie wieder bei ihrem Onkel in Paris. Als er 1934 starb, war Haskil zum ersten Mal auf sich allein gestellt. Oft konzertierte sie mit dem Orchestre National de la Radiodiffusion Française, in dem ihre Schwester Jeanne Haskil Violinistin war. Haskils Vom-Blattspiel und Gedächtnis halfen ihr aus manchen Verlegenheiten. Das 2. Klavierkonzert (Brahms) soll sie sich in zwei Tagen erarbeitet haben. Bei der Musikmäzenin Winnaretta Singer, der Prinzessin Polignac, befreundete sie sich mit Dinu Lipatti.
Obwohl häufige Krankheiten, extremes Lampenfieber und der Aufstieg des Nationalsozialismus ihr das Leben erschwerten, konzertierte sie in den 1930er Jahren in der Schweiz, in Belgien und in den USA. Mit ihrer Schwester Jeanne und einigen Mitgliedern des Nationalorchesters floh sie 1941 vor den Nationalsozialisten nach Marseille. Wie Norbert Glanzberg und andere Juden fand sie Zuflucht bei der Gräfin Pastré. Im Mai 1942 musste ihr ein Tumor an der Hypophyse entfernt werden, der auf den Sehnerv drückte. Kurz vor der Besetzung Marseilles durch die Wehrmacht konnte sie sich am 6. November 1942 in die Schweiz absetzen. Ihre Schwester Jeanne fand 1943 ein Versteck auf dem Land und konnte 1944 vor den Nationalsozialisten flüchten.

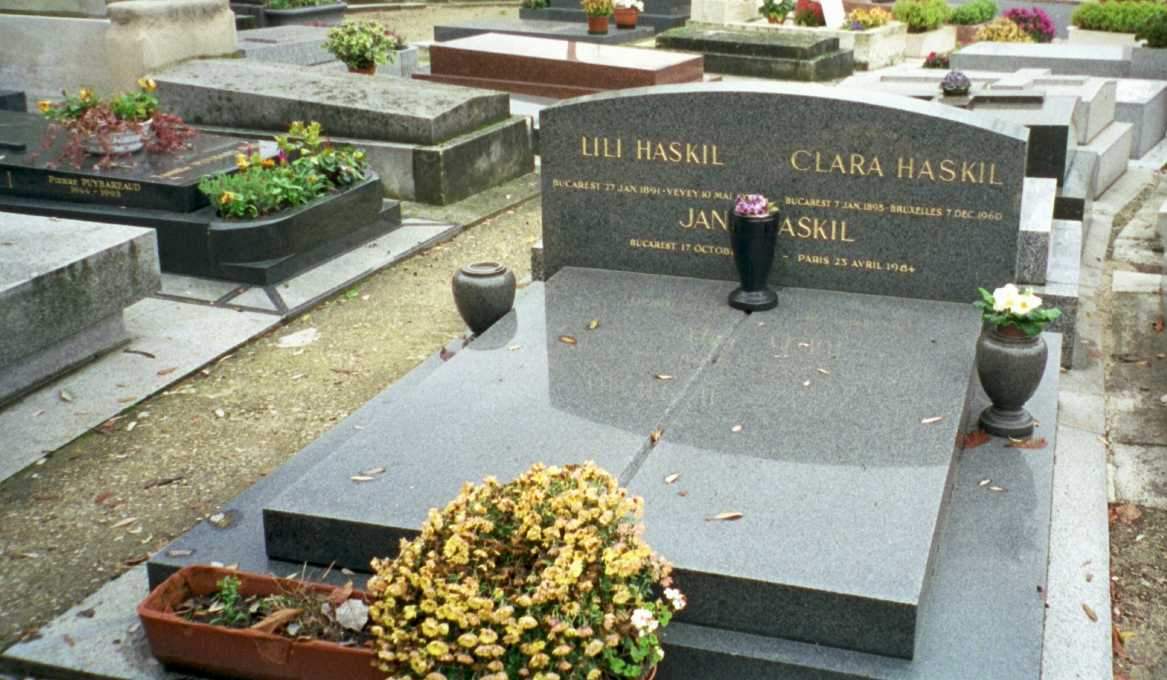
Grab der Schwestern Haskil auf dem Cimetière Montparnasse, division 4

Nach dem Ende des Zweiten Weltkrieges wieder in Paris, spielte sie im Dezember 1946 in der Wigmore Hall und in sechs Sendungen der BBC. Ein holländischer Künstleragent verhalf ihr 1949 zu Konzerten und Radiosendungen in den Niederlanden. Zum ersten Mal konnte sie von den Einnahmen leben und sich einen eigenen Flügel leisten. Nachdem sie 1949 das Schweizer Bürgerrecht erhalten hatte, lebte sie von 1951 bis 1960 in Vevey. Obwohl die Skoliose schmerzte und ihre Belastbarkeit einschränkte, konzertierte Clara Haskil in den 1950er-Jahren mit bedeutenden Orchestern und Kammermusikern. Im Duett spielte sie gern mit Pau Casals und Géza Anda, am liebsten mit Arthur Grumiaux. Nach einem Konzert in Paris reisten beide nach Brüssel. Nach der Ankunft stürzte sie auf einer Bahnhofstreppe. Vergeblich operiert, starb sie einen Monat vor ihrem 66. Geburtstag. Clara Haskil wurde auf dem Cimetière Montparnasse in Paris beigesetzt.

## Nachlass
Die Papierdokumente aus ihrem Nachlass befinden sich in der Bibliothèque cantonale et universitaire de Lausanne, ihre Tonaufzeichnungen werden in der Schweizerischen Nationalphonothek in Lugano aufbewahrt.

## Ehrungen

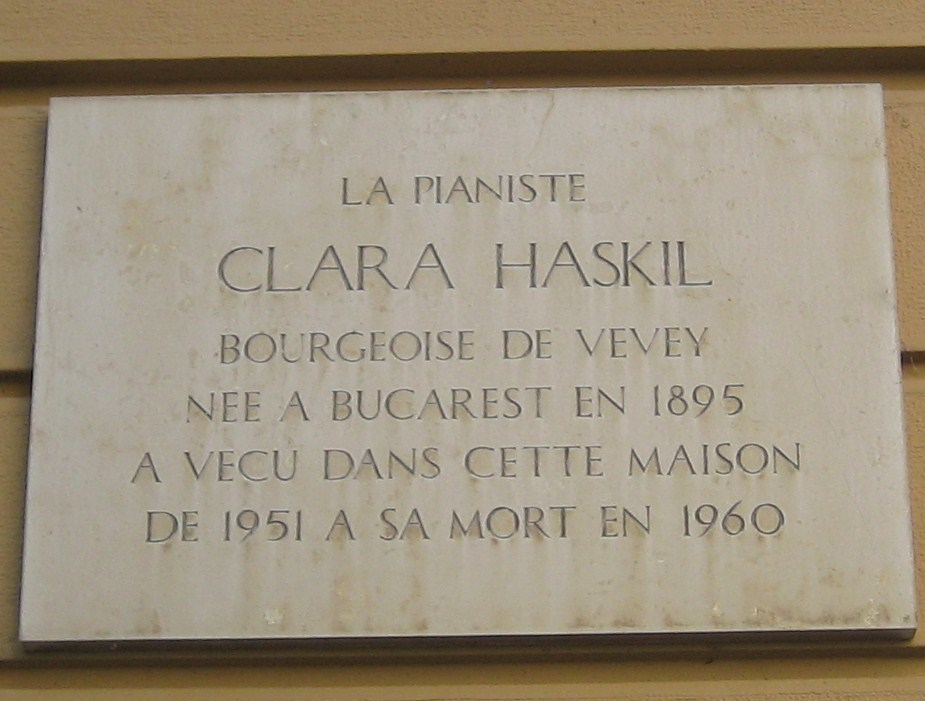
Gedenktafel an Haskils ehemaligem Wohnhaus in Vevey

- Mehrere ihrer Schallplattenaufnahmen wurden mit dem Grand Prix du Disque ausgezeichnet.
- Seit 1963 wird alle zwei Jahre in Vevey der Internationale Clara-Haskil-Klavierwettbewerb ausgetragen.[4]
- 2004 wurde in Den Haag die Lipatti-Haskil-Foundation gestiftet.[5] Im Sommer 2012 löste sie sich jedoch wieder auf.[6]
- An ihrem Haus in Vevey ist eine Gedenktafel angebracht. Ihr ehemaliger Wohnort hat auch eine Straße nach ihr benannt.
- Charlie Chaplin soll 1961 in einem Radio-Interview gesagt haben, dass er in seinem Leben nur drei Genies getroffen habe: Albert Einstein, Winston Churchill und Clara Haskil.[7] Sie hat für ihn einen Steinway ausgesucht, auf dem alle sieben Kinder von Chaplin Klavierstunden erhielten.[8]